# Dallas (Oregon)
Dallas is een plaats (city) in de Amerikaanse staat Oregon, en valt bestuurlijk gezien onder Polk County.

## Demografie
Bij de volkstelling in 2000 werd het aantal inwoners vastgesteld op 12.459. In 2006 is het aantal inwoners door het United States Census Bureau geschat op 14.748, een stijging van 2289 (18,4%).

## Geografie
Volgens het United States Census Bureau beslaat de plaats een oppervlakte van 11,5 km², geheel bestaande uit land. Dallas ligt op ongeveer 99 m boven zeeniveau.

## Plaatsen in de nabije omgeving
De onderstaande figuur toont nabijgelegen plaatsen in een straal van 16 km rond Dallas.

## Geboren
- Mark Hatfield (1922-2011), gouverneur van Oregon (1959-1967)
- Johnnie Ray (1927-1990), zanger, liedjesschrijver en pianist